# Le Mouchard (film, 1935)
Pour les articles homonymes, voir Mouchard et The Informer.
 (septembre 2021).
Si vous disposez d'ouvrages ou d'articles de référence ou si vous connaissez des sites web de qualité traitant du thème abordé ici, merci de compléter l'article en donnant les références utiles à sa vérifiabilité et en les liant à la section « Notes et références ».
Pour plus de détails, voir Fiche technique et Distribution.
Le Mouchard (The Informer) est un film américain réalisé par John Ford, d'après un roman du même nom de l'écrivain républicain irlandais Liam O'Flaherty sorti le 6 septembre 1935.
En 1929, Arthur Robison avait déjà réalisé une précédente adaptation du roman : The Informer dans une production de la British International Pictures. Jules Dassin tournera un remake, Point noir (Up Tight) en 1968.

## Synopsis
L'Irlande des années 1920... Gypo Nolan est pauvre. Bon bougre, ivrogne et catholique, il est amoureux de Katie, une femme qui se prostitue pour survivre. Se lamentant sur leur sort, Katie remarque une publicité dans une vitrine qui promet l'Amérique pour 10 £, selon elle le monde leur appartiendrait s'ils avaient cet argent. Mais Gypo, abattu, reprend sa promenade nocturne et solitaire. Après avoir arraché une affiche offrant 20 £ de récompense à qui dénoncera Frankie McPhillip, son meilleur ami, militant de l'IRA pourchassé par la police, il finit par céder à l'appât du gain et informe la police du retour de Frankie auprès des siens. Celui-ci est abattu lors de la tentative d'arrestation. Gypo, qui attendait le résultat de l'opération au commissariat, empoche l'argent sous les regards méprisants de la police. Pour se couvrir il se rend, après s'être arrêté dans un bar, au domicile de l'ami abattu, où déjà des membres de la famille et de l'IRA veillent le corps. Son arrivée est peu discrète, et en cherchant à se disculper de ce que personne ne l'accuse, il finit par éveiller les soupçons. Pour s'en sortir, il accuse le tailleur d'être le délateur. Les membres de l'IRA le laissent partir et le filent discrètement. Gypo, commence à faire la tournée des bars pour dissiper son remords dans l'alcool et dilapide son argent en tournées générales…

## Fiche technique
- Titre original : The Informer
- Titre français : Le Mouchard
- Réalisation : John Ford
- Scénario : Dudley Nichols d'après le roman de Liam O'Flaherty
- Direction artistique : Van Nest Polglase et Charles Kirk
- Décors de plateau : Julia Heron (non-créditée)
- Costumes : Walter Plunkett
- Photographie : Joseph H. August
- Montage : George Hively
- Musique : Max Steiner
- Production : John Ford et Cliff Reid
- Société de production et de distribution : RKO Radio Pictures
- Pays de production : États-Unis
- Format : Noir et blanc - 35 mm - 1,37:1 - Mono
- Genre : drame
- Durée : 90 minutes
- Date de sortie : 1er mai 1935

## Distribution
Acteurs crédités
- Victor McLaglen : Gypo Nolan
- Heather Angel : Mary McPhillip
- Preston Foster : Dan Gallagher
- Margot Grahame : Katie Madden
- Wallace Ford : Frankie McPhillip
- Una O'Connor : Mrs. McPhillip
- J.M. Kerrigan : Terry
- Joe Sawyer : Bartley Mulholland
- Neil Fitzgerald : Tommy Connor
- Donald Meek : Peter Mulligan
- Leo McCabe : Donahue
- Steve Pendleton : Dennis Daley
- Francis Ford : Flynn
- May Boley : Madame Betty

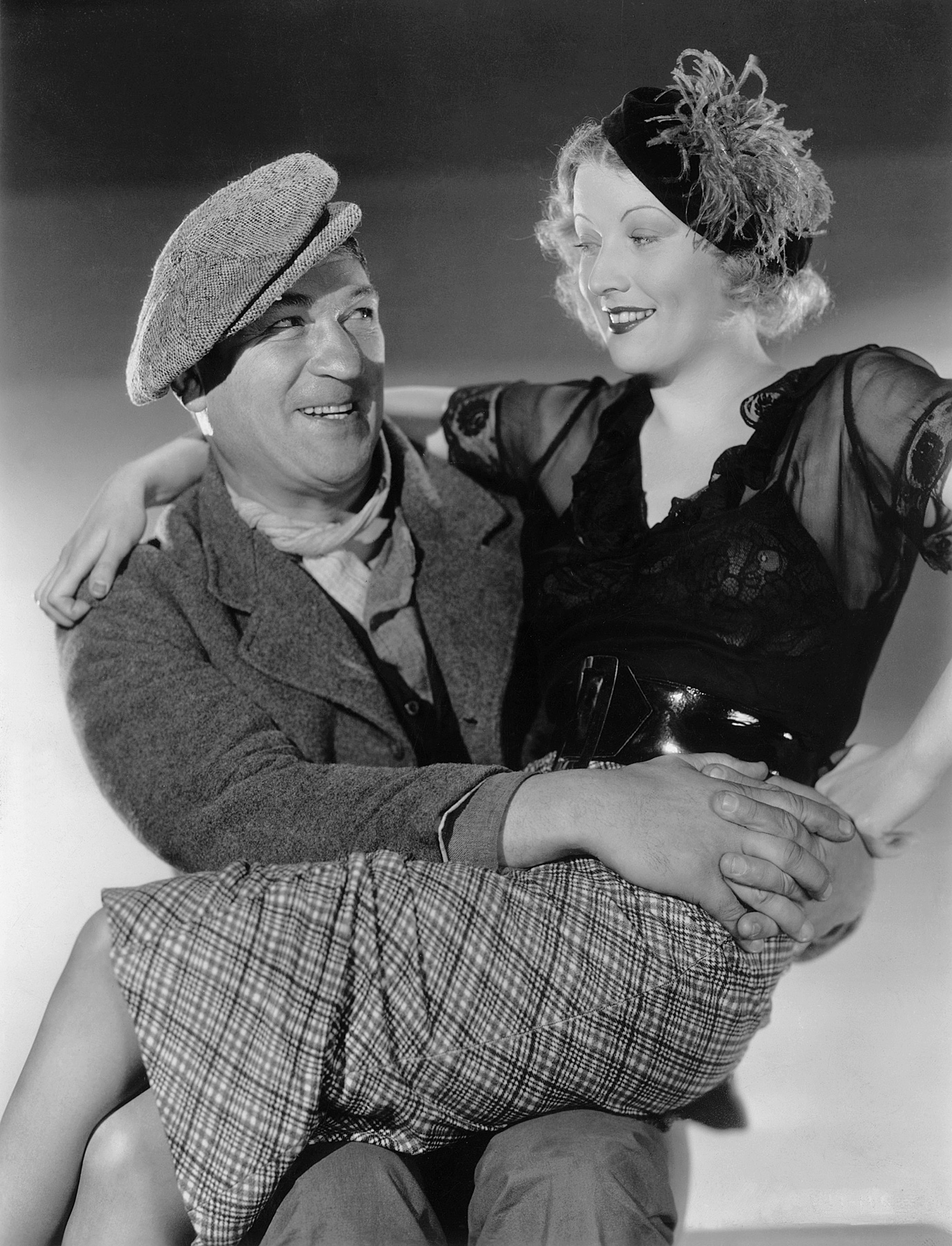
Victor McLaglen et Margot Grahame

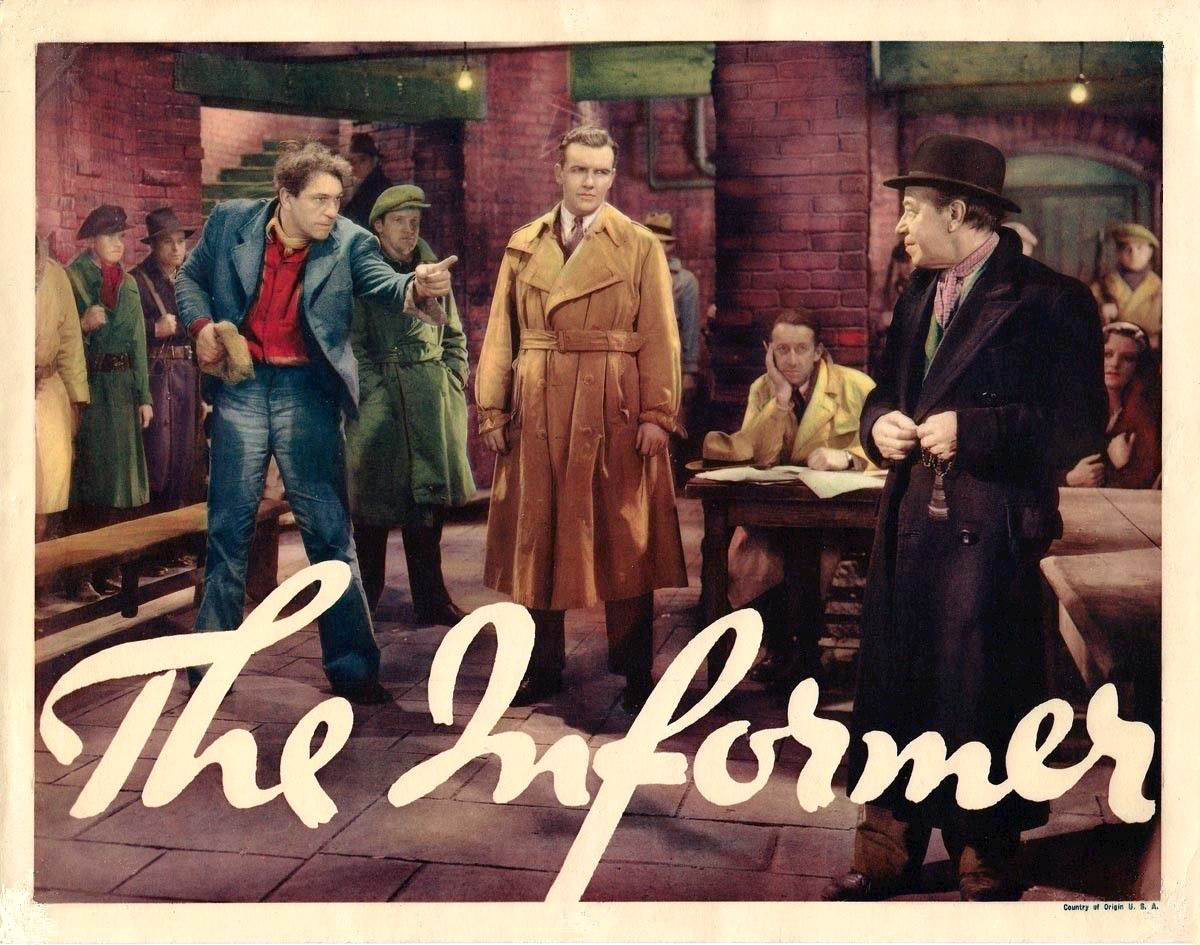
Carte promotionnelle du film avec Victor McLaglen, Preston Foster et Donald Meek.

- Denis O'Dea : le chanteur des rues

Acteurs non crédités
- Ward Bond : un homme
- Barlowe Borland : un homme
- Frank Hagney : un policier
- Robert Homans : un détracteur
- J. Farrell MacDonald : un homme dans la rue
- Frank Moran : McCabe
- Jack Mulhall : un homme au réveil
- James Murray : figuration
- Anne O'Neal : une chanteuse
- Robert Parrish : un jeune soldat

## Analyse
En exergue du film, un carton cite un extrait de l'Évangile selon Matthieu :

« Then Judas repented himself - and cast down the thirty pieces of silver - and departed. »

Il s'agit en fait d'une reprise de Matthieu, 27 3 :

« Cependant Judas qui l’avait livré, voyant qu’il était condamné, se repentit de ce qu’il avait fait ; et reportant les trente pièces d’argent aux princes des prêtres et aux sénateurs (...) »

— Traduction Lemaistre de Sacy
La grande brute au grand cœur Gypo est présentée comme un personnage rustre et malheureux du fait de sa pauvreté. La dénonciation dont il se rend coupable n'était qu'un moyen rapide de parvenir à ses fins, les 20 £ de récompense équivalant précisément à la somme demandée pour un aller simple vers l'Amérique pour son amoureuse et lui. Perclus de remords, il vide cette somme dans la boisson, d'abord pour son propre usage puis pour les autres. Un compagnon d'ivresse le surnomme Crésus et Gypo parle souvent de lui à la troisième personne. Mais ce n'est qu'à la dernière minute du film qu'il trouve la rédemption lorsque la propre mère de la victime pardonne au simplet : « You didn't know what you were doing », répète-t-elle. Le tout dernier plan montre le Christ en amorce, la mère assise au premier rang de l'église et Gypo levant les bras au ciel en criant « Frankie, your mother forgives me! » avant de s'écrouler au sol.
- Le très catholique Martin Scorsese n'a pu que relever cette référence biblique. Il évoque brièvement le film de Ford dans Un voyage avec Martin Scorsese à travers le cinéma américain mais surtout il en montre un extrait dans Les Infiltrés lorsque Billy, le policier infiltré parmi la pègre irlandaise, regarde ce film à la télévision. C'est ainsi le rôle de Judas qu'on actualise tout en se questionnant sur les motivations et les remords de l'âme humaine.

## Autour du film
- La quasi-totalité des majors refusèrent le film jugé trop noir et par crainte d'un boycott éventuel du marché britannique. C'est finalement Joe Kennedy, le père de John, qui va accepter de le produire par le biais de la RKO.
- Ford dut se soumettre à des impératifs de production très serrés : budget limité et tournage rapide. Le tournage fut exécuté en trois semaines, du 11 février au 14 mars 1935, avec un budget de 220 000-243 000 dollars. On mit à la disposition du réalisateur un plateau nu et sale, normalement utilisé pour le son. Il l'employa pour noircir davantage le propos du film et accentua les effets de brouillard pour le masquer. Le film fut tourné sans répétitions et sans dialogues définis. Preston Foster était chargé de couper la parole à Victor McLaglen et de le faire réagir.
- Ford ne prend pas parti dans la question de l'indépendance, il se contente de décrire un pays asservi par les Britanniques. Il restitue de façon talentueuse le monde de la nuit et, en cela, le film évoque M Le Maudit de Fritz Lang. Le Mouchard permet aussi à Victor McLaglen de rompre avec les rôles de bon géant qu'il interprète ordinairement.
- L'avant-première du film fut un échec, mais il remporta un triomphe en province. Il sera finalement encensé par la critique qui le consacre meilleur film de l'année. Le Mouchard ne compte pourtant pas parmi les œuvres préférées de Ford qui la juge avec une certaine sévérité : « Je pense que le film manque d'humour, ce qui pourtant a toujours été ma force ».
- Le film possède une bande sonore qui souligne presque tous les événements du film. Il est considéré par certains comme le paroxysme du style mickeymousing[1].

## Récompenses
- Oscars:
  - Meilleur acteur
  - Meilleur réalisateur
  - Meilleur scénario
  - Meilleure musique
  - nommé pour le meilleur film
- New York Film Critics Circle Awards :
  - Meilleur film
  - Meilleur réalisateur
- National Board of Review, USA :
  - Meilleur film